# ボルッタ
ボルッタ（イタリア語: Borutta）は、イタリア共和国サルデーニャ自治州サッサリ県にある、人口約300人の基礎自治体（コムーネ）。

## 地理

### 位置・広がり

#### 隣接コムーネ
隣接するコムーネは以下の通り。
- ベッスーデ
- ボンナーナロ
- ケレームレ
- ティエージ
- トッラルバ